# Glypta amoena
Glypta amoena är en stekelart som beskrevs av Dasch 1988. Glypta amoena ingår i släktet Glypta och familjen brokparasitsteklar. Inga underarter finns listade i Catalogue of Life.